# Campolaemus
Campolaemus é um género de gastrópode  da família Vertiginidae.
Este género contém as seguintes espécies:
- †Campolaemus perexilis (Smith, 1892)